# ناظم سانگاره
ناظم سانگاره (انگلیسی: Nazım Sangaré؛ زادهٔ ۳۰ مهٔ ۱۹۹۴) بازیکن فوتبال اهل ترکیه است.
از باشگاه‌هایی که در آن بازی کرده‌است می‌توان به باشگاه فوتبال اسنابروک اشاره کرد.
وی همچنین در تیم ملی فوتبال ترکیه بازی کرده‌است.